# 異構酶
異構酶（英語：isomerase）是一類將分子從一種同分異構體轉化為另一種同分異構體的酶。 異構酶促進分子內重排，其中鍵斷裂和形成。 這種反應的一般形式如下：
A–B → B–A
一種底物只產生一種產品。 該產品具有與底物相同的分子式，但鍵連接性或空間排列不同。 異構酶催化許多生物過程的反應，例如糖酵解和碳水化合物代謝。

## 命名
異構酶是以「(底物)異構酶」這種格式來命名，如脂酰輔酶A脫氫酶。或是以「(底物)(異構酶種類)」來命名，如磷酸葡萄糖變位酶。

## 分類
異構酶在EC編號中分類為EC5，並再細分為6個子類：
- EC5.1包括催化消旋及差向異構化的酶，如消旋酶及差向異構酶
- EC5.2包括催化幾何異構物的異構化，如順反異構酶
- EC5.3包括分子內的氧化還原酶
- EC5.4包括分子內的轉移酶，如變位酶
- EC5.5包括分子內的裂合酶
- EC5.99包括其他異構酶

## 內部連結
- EC編號
- 氧化還原酶
- 轉移酶
- 水解酶
- 裂合酶
- 連接酶

## 外部連結
- 倫敦大學瑪莉皇后學院有關EC5的酶的介紹 （页面存档备份，存于）